# Peter Macrow
Peter Macrow – australijski kierowca wyścigowy.

## Biografia
Kierowcą wyścigowym został na początku lat 60. W 1967 roku zadebiutował Cheetahem Mk3 w Australian National Formula, a rok później zajął w mistrzostwach siódme miejsce. W 1970 roku zakupił Cheetaha Mk4B, którym ścigał się przez pięć lat. W 1975 roku rozpoczął rywalizację Cheetahem Mk5, a w marcu 1980 roku został właścicielem Cheetaha Mk7. Modelem Mk7 zajął trzecie miejsce w Australijskiej Formule 2 w latach 1980–1981, natomiast w sezonie 1982 zdobył wicemistrzostwo serii. Od 1983 roku rywalizował Cheetahem Mk8 w Australian Drivers' Championship, zajmując w 1985 roku trzecie miejsce w mistrzostwach Australii oraz drugie w Formule 2.